# Höchstlohn
Als Höchstlohn (auch Gehaltsobergrenze oder Maximallohn) bezeichnet man eine gesetzliche Regelung für die Obergrenze dessen, was ein Individuum an Einkommen erhalten kann. Der Höchstlohn ist ein Komplementärbegriff zu dem Mindestlohn. Mindestlohn wie Höchstlohn sind Werkzeuge, mit denen Vermögen und Einkommen in einer Gesellschaft verteilt werden können. In Deutschland gibt es Höchstlöhne etwa für studentische Hilfskräfte.

## Geschichte
In der Geschichte traten Höchstlöhne beispielsweise im Frankreich der 1790er Jahre im Zuge der Französischen Revolution auf, erlassen von den Jakobinern im sogenannten Maximumgesetz. Dieses Gesetz wurde vor allem von Handwerkern und Arbeitern abgelehnt und war mit ein Auslöser für den Sturz der Herrschaft Robespierres.

## Gehaltsobergrenzen für Manager
Am 1. Juni 2012 beschloss Frankreichs Präsident François Hollande, einen Höchstlohn für Manager von Staatsbetrieben einzuführen. Danach darf das höchste Gehalt höchstens 20-mal so hoch sein wie das niedrigste Gehalt im gleichen Unternehmen.

## Gehaltsobergrenzen im Sport

### USA
Üblich sind Gehaltsobergrenzen („salary cap“) vor allem im nordamerikanischen Profisport. Ziel ist es, Gehaltskosten zu kontrollieren und finanzielle Ausgeglichenheit zwischen den Klubs zu ermöglichen. So können finanziell schlecht bestückte Klubs trotz geringerem finanziellem Ausgabeverhalten in der Liga konkurrenzfähig bleiben.
In den Sportarten American Football, Basketball, Eishockey und Fußball gibt es finanzielle Obergrenzen für Spielergehälter pro Team. Die Gehaltsobergrenze der NFL (National Football League) für 2011 betrug ca. 120 Mio. US-Dollar (2006: 102 Mio. US-Dollar), für die Gehaltsobergrenze der NBA (National Basketball Association) belief sie sich in der Saison 2010/11 auf 58,04 Millionen US-Dollar (2006: 53,135 Mio. US-Dollar), der Höchstlohn der NHL (National Hockey League) belief sich in der Saison 2010/11 auf 59,4 Mio. US-Dollar (05/06: 39 Mio. US-Dollar; 06/07: 44 Mio. US-Dollar; 07/08: 50,3 Mio. US-Dollar, 09/10: 56,8 Mio. US-Dollar) und in der MLS (Major League Soccer) belief sich die Gehaltsobergrenze 2015 auf 3,49 Mio. US-Dollar.
Die Gehaltsobergrenzen werden nach Verhandlungen zwischen Spieler- und Liga-Vertretern in Tarifverträgen (Collective Bargaining Agreement [CBA]) festgelegt. Dies führte in den letzten Jahren vermehrt zu  Aussperrungen („Lockouts“).

### Europa
Infolge der zunehmenden finanziellen Ungleichgewichte werden inzwischen auch Gehaltsobergrenzen für europäische Sportligen diskutiert. Als Folge der zunehmend ansteigenden Gehälter von Fußballprofis erwägen auch verschiedene europäische Ligen sowie die G-14 die Einführung einer Obergrenze. Einem Vorschlag des FC Bayern München zufolge soll von der EU-Kommission europaweit eine Regelung beschlossen werden, der zufolge maximal 50 Prozent des gesamten Einkommens eines Klubs in Spielergehälter investiert werden dürfen. Allerdings scheint fraglich, ob die Europäische Union hierzu Regelungen beschließen kann, da sie im Bereich der Sportpolitik über keine besonderen Kompetenzen verfügt.